# FC Mikeska Ostrava
Mikeska Ostrava ist ein tschechischer Futsalverein aus Ostrava. Er wurde 1997 und 1998 tschechischer Meister.

## Vereinsgeschichte
Mikeska Ostrava gehört zu den erfolgreichsten tschechischen Futsalklubs. Er wurde 1993 gegründet, als sich die Spieler in einer Gaststätte namens Mikeska trafen. Unter der Sponsorenbezeichnung Pragoclima Ostrava gewann die Mannschaft die Zweitligasaison 1994/95 und stieg in die 1. Liga auf. In der Spielzeit 1996/97, der Verein war zu seinem ursprünglichen Namen Mikeska Ostrava zurückgekehrt, gewann das Team die tschechische Meisterschaft und darüber hinaus auch den tschechischen Pokal. In der Folgesaison konnten die Rot-Weißen den Meistertitel verteidigen. 1999 erreichte Mikeska im Vorläufer des UEFA Futsal-Cups, dem European Champions Tournament, das Halbfinale, wo sie mit 0:8 gegen den späteren Gesamtsieger Dina Moskau ausschieden. 
Bis 2001 spielte die Mannschaft in der tschechischen Spitze mit, dann kämpfte sie eher gegen den Abstieg. Erfolgreich verlief für Mikeska die Saison 2005/06, in der die Mannschaft das Finale erreichte, dort jedoch im Derby gegen CC Jistebník unterlag. 2006/07 scheiterte Mikeska im Play-off-Viertelfinale an Eco Investment Prag. Ein Jahr später stieg Mikeska aus der höchsten Spielklasse ab.

## Erfolge
- Tschechischer Meister 1997 und 1998
- Tschechischer Pokalsieger 1997